# Kees Guijt
Kees Guijt (Katwijk, 14 oktober 1953 – aldaar, 30 maart 2012) was een Nederlandse voetballer. In het betaald voetbal speelde hij tussen 1976 en 1987 als centrumverdediger voor FC Volendam en AZ'67. Na zijn actieve loopbaan was hij trainer in het amateurvoetbal. Met vv Katwijk werd hij Nederlands amateurkampioen.

## Loopbaan
Samen met twee broers kwam Guijt in het begin van de jaren 70 uit voor vv Katwijk. Vanaf 1970 speelde hij in het eerste, aanvankelijk als voorhoedespeler maar later als laatste man en aanvoerder. Katwijk was destijds aan een opmars bezig was binnen het amateurvoetbal, en ging binnen enkele jaren van de vierde klasse naar de tweede klasse bij de zaterdagamateurs. In 1976 maakte hij een overstap naar FC Volendam, dat uitkwam in de Eerste divisie en onder de leiding stond van trainer Joop Brand. Deze club promoveerde een jaar later naar de Eredivisie. Naast zijn voetballoopbaan was Guijt destijds werkzaam als schilder. Bij FC Volendam speelde hij in negen seizoenen 276 wedstrijden en scoorde dertig keer.
Na negen seizoenen Volendam, waarvan vier in de Eredivisie, maakte Guijt in 1985 de overstap naar streekgenoot AZ'67, dat 135.000 gulden voor hem betaalde. In 1977 had hij al eens in de belangstelling van AFC Ajax gestaan, maar tot een overgang kwam het toen niet. Guijt stond twee seizoenen onder contract bij AZ. De ploeg haalde in deze periode een negende en een vijftiende plaats in de Eredivisie. Het laatste seizoen kwam Guijt door een knieblessure nauwelijks tot spelen. De blessure was reden voor hem om aan het eind van het seizoen terug te keren naar zijn oude ploeg vv Katwijk. Met Katwijk promoveerde Guijt binnen drie jaar van de derde klasse naar de eerste klasse; op dat moment de hoogste klasse bij de zaterdagamateurs.
In april 1990 nam Guijt na afloop van een thuiswedstrijd tegen SV Marken afscheid als voetballer. Hij was vervolgens assistent-trainer bij Katwijk en nam in 1993 het hoofdtrainerschap over van Arie Lagendijk. Katwijk was dat jaar voor het eerst algemeen amateurkampioen van Nederland geworden en prolongeerde deze titel in het eerste jaar onder Guijt. In 1996 werd zijn contract niet verlengd. Een verbintenis met de Alphense Boys ging niet door nadat Guijt medio 1996 enige tijd uitgeschakeld was door oververmoeidheid en depressiviteit.
In 1997 keerde Guijt terug op het voetbalveld als trainer van VV Foreholte. Vervolgens trainde hij verschillende clubs uit Noord- en Zuid-Holland. In 2012 overleed hij op 58-jarige leeftijd aan een hartaanval in zijn slaap. Hij was op dat moment trainer van de Amsterdamse eersteklasser A.S.V. D.W.V..

## Privé
Guijt is de vader van Willem II-middenvelder Danny Guijt en  Patricia Guijt en een oom van Edwin van der Sar.